# Eblana
Eblana ist der Name einer antiken Siedlung in Hibernia, dem heutigen Irland, vermutlich an der Stelle des heutigen Dublin.
Die Siedlung wird unter dem Namen Eblana polis (altgriechisch Ἔβλανα πόλις) von Claudius Ptolemäus in einer Aufzählung von Orten an der Ostküste Hibernias erwähnt. Ptolemäus lokalisiert die Stadt zwischen zwei Flussmündungen, nämlich der Mündung des Oboka (möglicherweise der Liffey) und des Buvinda (dem heutigen Boyne).
Einige Historiker vermuten, dass der Name Eblana eine Verfremdung von Deblana ist. Deblana selbst ist eine Version des gälischen Namens Dubh Linn (Schwarzer Tümpel), von dem sich der englische Name der Stadt Dublin ableitet. Offenbar haben antike Geographen oft den Anfangsbuchstaben von Orten weggelassen; anstelle von Pepiacum oder Pepidii (in Wales) schrieb Ptolemäus Epiacum und Epidii. Dies würde für die Stadt Dublin eine über 2000 Jahre alte Geschichte bedeuten, denn die Stadt muss zur Zeit von Ptolemäus längst existiert haben. 
Die Identifizierung ist nicht unumstritten. Falls der Fluss Oboka mit dem Liffey identifiziert wird, läge Eblana unmittelbar an dessen Mündung, aus diesem Grund wurde der Oboka auch alternativ mit dem bei Arklow mündenden Fluss Avoca identifiziert.
Alternativ zu Dublin wurde auch die Halbinsel Drumanagh als Lokalisierung für Eblana vorgeschlagen.
Das kleine Eblana Theatre, geöffnet von 1959 bis in die frühen 1990er-Jahre, befand sich im Erdgeschoss von Busáras, Dublins zentraler Busstation von Bus Éireann.